# 借代
借代，又稱換名、代稱、替代、提喻，转喻的一种。使用時必須考慮兩件事物是否有相關之處，與及借代的事物是否令人容易聯想到本體，盡量不要化簡為繁，並且也要令文意通順。代而用與之密切相關的另一種事物的名稱。

## 主要類型

### 以事物的特徵或標幟代替
- 「臣本布衣，躬耕於南陽。」（諸葛孔明〈前出師表〉）
「布衣」用以代指平民百姓。
- 「黃髮垂髫，並怡然自樂。」（陶淵明〈桃花源記〉）
「黃髮垂髫」黃髮以代指老人，垂髫代指小孩。

### 以事物的所在或所屬代替
- 「夫以慕容超之強，身送東市；姚泓之盛，面縛西都。」（丘遲〈與陳伯之書〉）
- 「願君顧先王之宗廟，姑反國統萬人乎？」（《戰國策·齊策四》）

### 以事物的作者或產地代替
- 「何以解憂？唯有杜康。」（曹操〈短歌行〉）
- 「兵馬倥傯，檔案俱失，私家收拾，半付祝融。」（連橫〈臺灣通史自序〉）

### 以事物的材料或工具代替
- 「宴酣之樂，非絲非竹。」（歐陽修〈醉翁亭記〉）
- 「公閱畢，即解貂覆生。」（方苞〈左忠毅公軼事〉）

### 原因和結果互相借代
「汝還未嘗到他青草膏的滋味。」（賴和〈一桿「稱仔」〉）

## 例子
- 孤帆遠影碧山盡，唯見長江天際流。「帆」借代「船」（李白《黃鶴樓送孟浩然之廣陵》
- 走向紅毯的另一端—結婚
- 老兄，我沒有孔方兄了啦！ 「孔方兄」借代「錢」
- 湖南是中國的斯巴達。「斯巴達」借代「居民富有尚武精神的地區」（蔣夢麟《西潮》）
- 我為了明天的麵包和昨日的債務辛勤地工作。「麵包」借代「生活」（紀弦《存在主義》）
- 悄悄是別離的笙簫。「笙簫」借代「音樂」（徐志摩《再別康橋》）
- 把酒話桑麻。「桑麻」借代「農作物」（孟浩然《過故人莊》）
- 強飲三大白。「三大白」借代「三大杯」（張岱《湖心亭看雪》）
- 朱門酒肉臭，路有凍死骨。「朱門」借代「有錢人家」，「骨」借代「窮人的屍體」
- 巾幗不讓鬚眉。「巾幗」借代「女子」，「鬚眉」借代「男子」
- 知否?知否?應是綠肥紅瘦。「綠」借代「海棠葉」，「紅」借代「海棠花」（李清照《如夢令》）
- 何以解憂，唯有杜康。「杜康」借代「酒」
- 但願人長久，千里共嬋娟。「嬋娟」借代「月亮」（蘇軾《水調歌頭》）
- 我口袋里没有钱啊！我口袋里没有小朋友啊！「小朋友」借代「1000元」或者“钱”
- 汗水借代辛勤工作（如唐朝詩人李紳《憫農》）
- 中南海借代中华人民共和国中央政府
- 失足借代犯错误、犯罪
- 蘇格蘭場借代大倫敦地區警察
- 克里姆林宫借代蘇聯、俄羅斯聯邦中央政府
- 阿爺借代香港人對北京政府的稱呼
- 同志借代中共黨員之間稱呼/ 国民党党员内部也互称同志/ 同性戀者
- 矽谷借代高科技事業集中地

## 常見借代詞語
年齡的借代：
- 彌月→小孩出生滿月
- 周晬→小孩出生一周歲
- 垂髪→童年
- 始齔之年→七、八歲
- 襁褓之年→幼年
- 舞勺之年→十三歲
- 荳蔻年華→女十三、十四歲
- 束髮之年→男十五歲
- 志學之年→男十五歲
- 及笄之年→女十五歲
- 二八年華→女十六歲
- 破瓜之年→女十六歲
- 弱冠之年→男二十歲
- 丁年→男二十歲
- 桃李年華→女二十歲
- 雙十年華→女二十歲
- 花信之年→女二十四歲
- 而立之年→三十歲
- 不惑之年→四十歲
- 強仕之年→四十歲
- 春秋鼎盛→四十歲
- 知命之年→五十歲（半百）
- 耳順之年→六十歲
- 花甲之年→六十歲
- 耆艾之年→五六十歲，老年人的通稱
- 從心之年→七十歲
- 古稀之年→七十歲
- 懸車之年→七十歲
- 耄耋之年→七十、九十歲
- 杖家之年→五十歲
- 杖鄉之年→六十歲
- 杖國之年→七十歲
- 杖朝之年→八十歲

※西周禮樂制度規定：五十歲的老人可持杖行於家；六十歲可持杖行於鄉；七十歲可以拄著枵杖到中國任何地方；八十歲可持杖入朝。
- 期頤之年→一百歲

季節的借代：
- 東風→春天
- 楊柳風→春天
- 薰風→夏天
- 南風→夏天
- 黃梅→夏天
- 金風→秋天
- 商風→秋天
- 西風→秋天
- 朔風→冬天
- 北風→冬天
- 臘月→冬天

其他常見：
- 潘安→美男子
- 西施、紅顏→美女
- 巾幗→女英雄
- 鬚眉→男子
- 黃髮→老人
- 垂髫→小孩
- 總角→小孩
- 椿庭→父親
- 萱堂→母親
- 曾參→孝子
- 王孫→達官子弟
- 朱門→富人
- 軒冕、簪纓→達官顯貴
- 面南→君王
- 面北→臣
- 陛下→皇帝
- 桑梓→故鄉
- 萬歲、萬歲爺→中國皇帝
- 東宮、殿下→太子
- 社稷、宗社→國家
- 黔首、黎民、布衣→平民
- 杏壇→教育界
- 杏林→醫界
- 菊壇、梨園→戲劇界
- 西席→老師
- 白衣天使→護士
- 青衿→讀書人
- 青樓→妓院
- 孔方兄、阿堵物、孫中山、蔣中正、毛爷爷→錢
- 杜康、黃湯→酒
- 雷芽→茶
- 雙鯉魚、尺牘、魚雁→書信
- 嬋娟、玉盤、玉蟾、銀盤→月亮
- 回祿、祝融→火災
- 絲竹→音樂
- 案牘→公文
- 折柳→離別
- 紈褲子弟→富家子弟
- 汗青→史書
- 金烏→太陽
- 梨園→戲班
- 桃符→春聯
- 圓頂方踵→人
- 韋編三絕→書籍
- 紅色炸彈→喜帖
- 干戈→戰爭
- 玉帛→和平
- 玉盤→月亮
- 方寸→內心
- 布衣→平民
- 東床→女婿
- 陽-山南水北
- 陰-山北水南
- 尺牘-書信
- 鐵公雞-小氣
- 千金-女兒
- 軒冕-官位

用東西借代